# リトアニア健康科学大学医学アカデミー

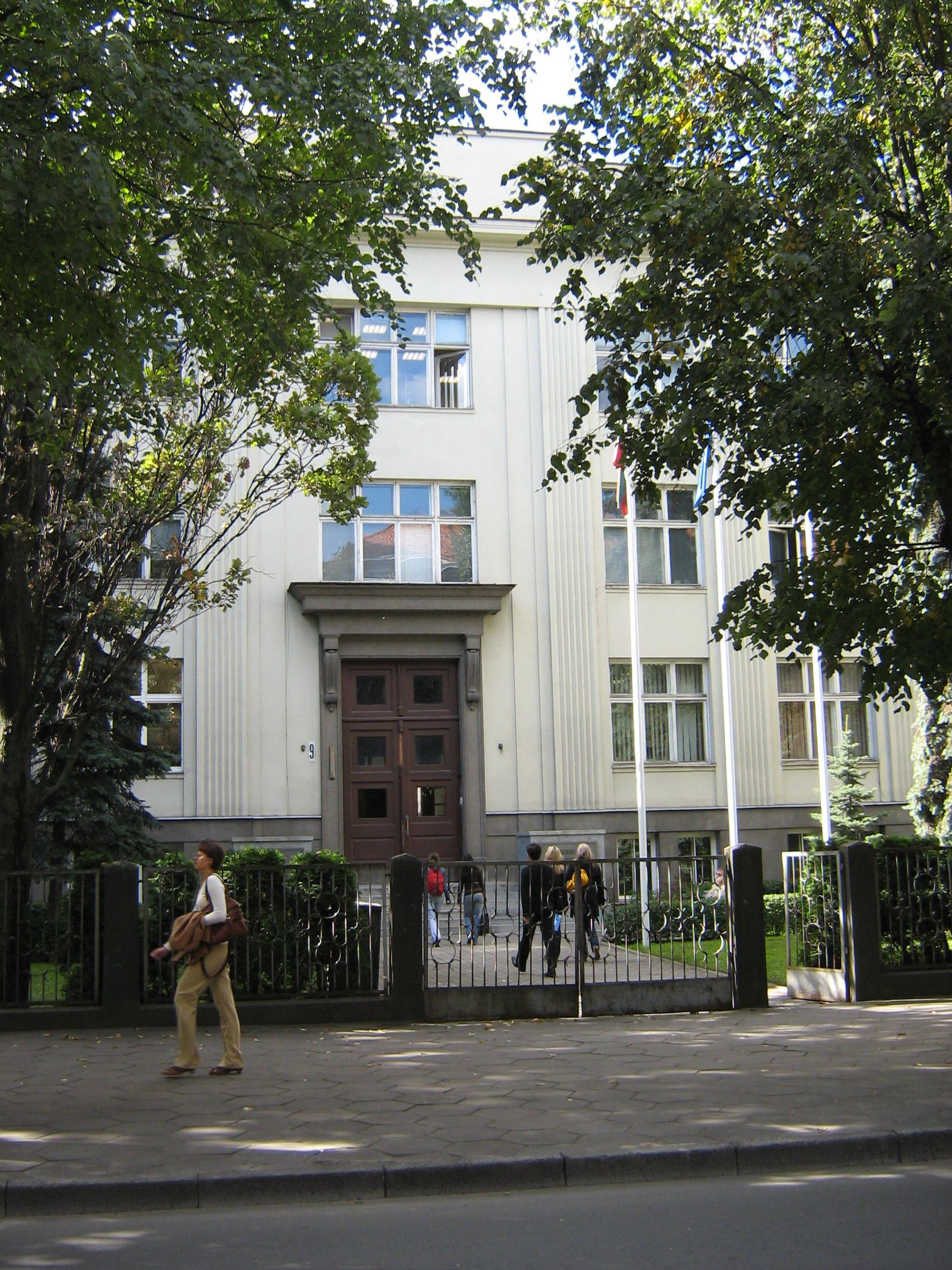
リトアニア健康科学大学医学アカデミー

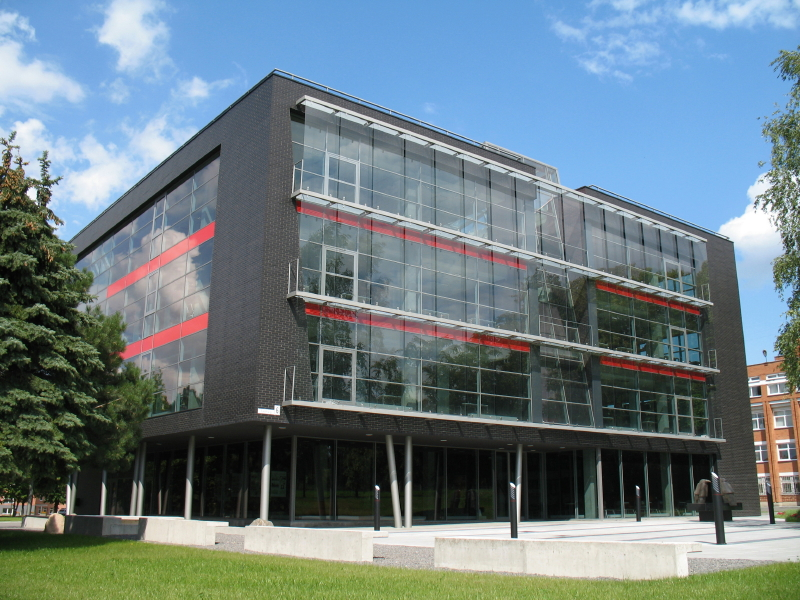
図書館

リトアニア健康科学大学医学アカデミー（Lietuvos sveikatos mokslų universiteto Medicinos akademija、略称: LSMU MA）は、リトアニアのカウナスにあるリトアニア健康科学大学のアカデミーで、医療を専門とする。

## 歴史
1919年に設立、1921年からはリトアニア大学（現・ヴィータウタス・マグヌス大学）医学部として開校されていた。
1950年、カウナス大学（リトアニア大学より名称変更）の閉鎖に伴い、カウナス医科大学（Kauno medicinos institutas、略称: KMI）として別の組織となった。1989年、カウナス医学アカデミー（Kauno medicinos akademija）となり、1998年にカウナス医科大学（Kauno medicinos universitetas、略称: KMU）に名称変更した。
2010年、カウナス医科大学はリトアニア獣医学アカデミーと合併し、リトアニア健康科学大学（Lietuvos sveikatos mokslų universitetas、略称: LSMU）を設立。カウナス医科大学はリトアニア健康科学大学医学アカデミーに再編された。

## 組織
カウナス医科大学には5つの学部がある。
- 医学部
- 薬学部
- 歯学部
- 看護学部
- 社会健康学部

また、カウナス医科大学病院やカウナス赤十字病院が実習で利用されている。
カウナス医科大学は街の中心部にあり、近くには「アクロポリス」というカウナス最大のショッピングセンターがある。